# Pigeon Forge
Pigeon Forge ist eine City im Sevier County im US-Bundesstaat Tennessee mit 6036 Einwohnern (2013).

## Geographie
Pigeon Forge liegt in den Great Smoky Mountains, umgangssprachlich auch Smokies genannt. Mit vielen Vergnügungsangeboten ist der Ort zu einer beliebten Touristenattraktion geworden und bezeichnet sich deswegen als The Center of Fun In The Smokies. Unmittelbar im Norden schließt sich Sevierville, der Verwaltungssitz des Countys an. Die Städte Knoxville und Nashville befinden sich in einer Entfernung von 40 bzw. 300 Kilometern jeweils in nordwestlicher Richtung. Der U.S. Highway 321 führt durch die Stadt.

## Geschichte
Nachdem das Gebiet für mehrere hundert Jahre von den Cherokeeindianern als Jagdgebiet genutzt wurde, ließen sich erste Siedler 1788 in der Gegend nieder. Der Name Pigeon Forge wurde aus zwei Teilen gebildet: Nach einer dort befindlichen Schmiedewerkstatt (englisch: forge) sowie wegen der in der Gegend zu damaliger Zeit überaus häufigen Wandertaube (Ectopistes migratorius) (englisch: passenger pigeon). Diese Taubenart ist inzwischen komplett ausgestorben. Hauptlebensgrundlage der Einwohner waren zunächst kleine landwirtschaftliche und handwerkliche Betriebe. Ab den 1960er Jahren gründeten sich im Ort mehrere Vergnügungsbetriebe und Pigeon Forge wurde zu einem Touristenzentrum ausgebaut, das im Jahr 2015 über zehn Millionen Besucher zählte. Zu den Hauptanziehungspunkten zählt der nach der Country-Sängerin und Miteigentümerin Dolly Parton benannte Freizeitpark Dollywood mit der Thunderhead-Achterbahn, das Smoky Mountain Opry Theater, das Titanic-Museum, das Dinosaur Walk Museum, ein Wax Museum (Wachsfigurenkabinett) sowie der nahe Great-Smoky-Mountains-Nationalpark.

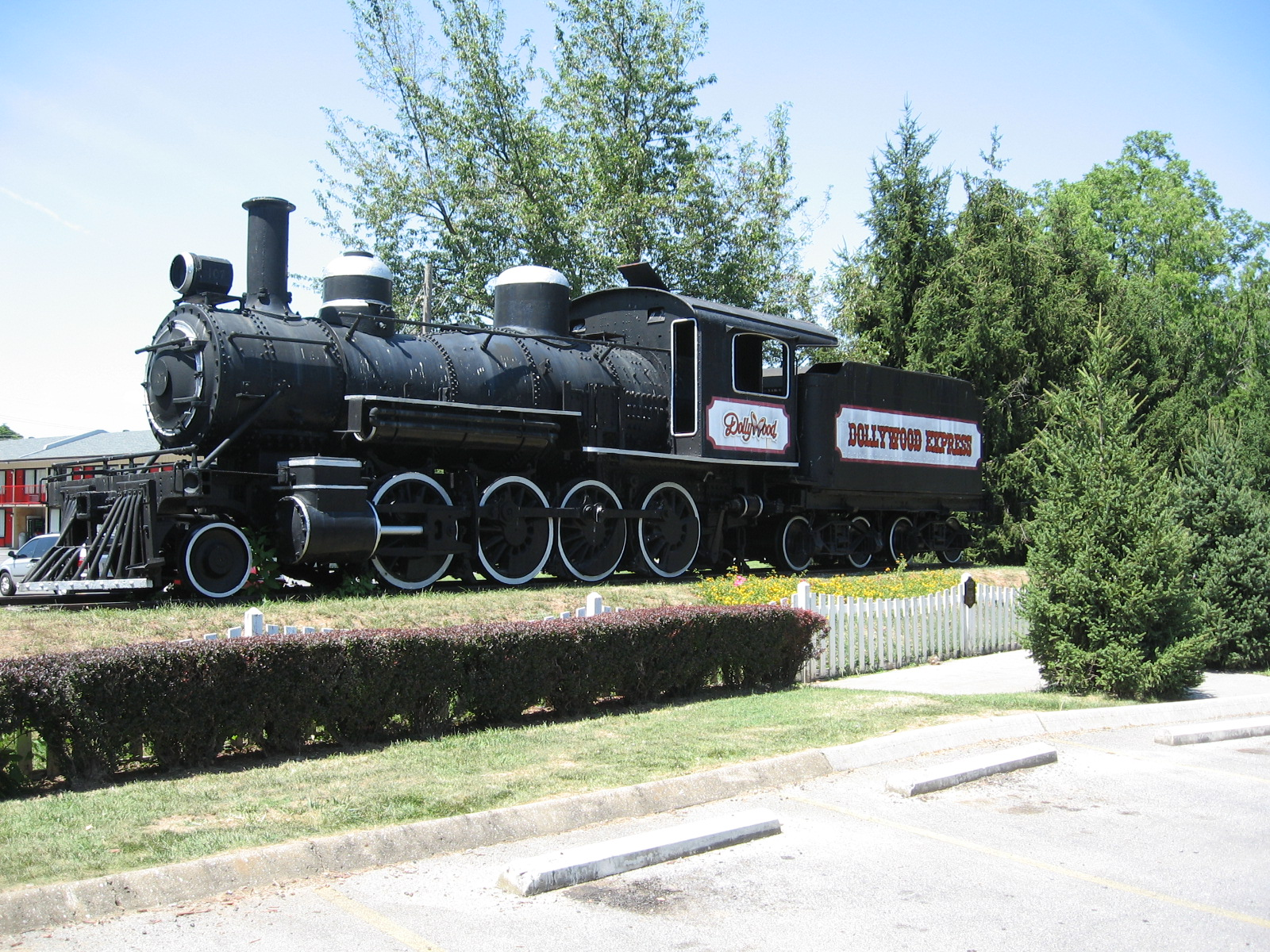
Dollywood Express
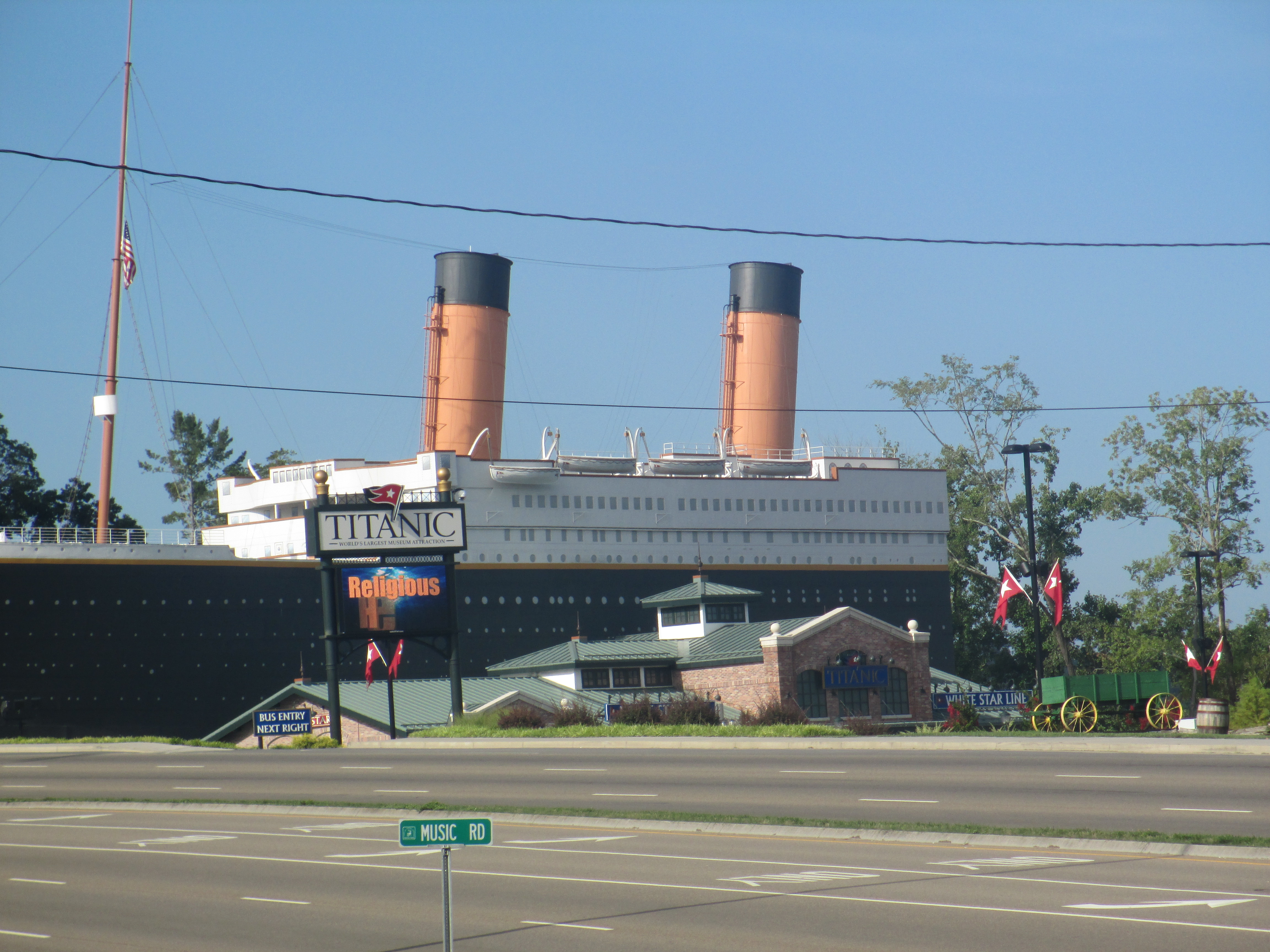
Titanic Museum
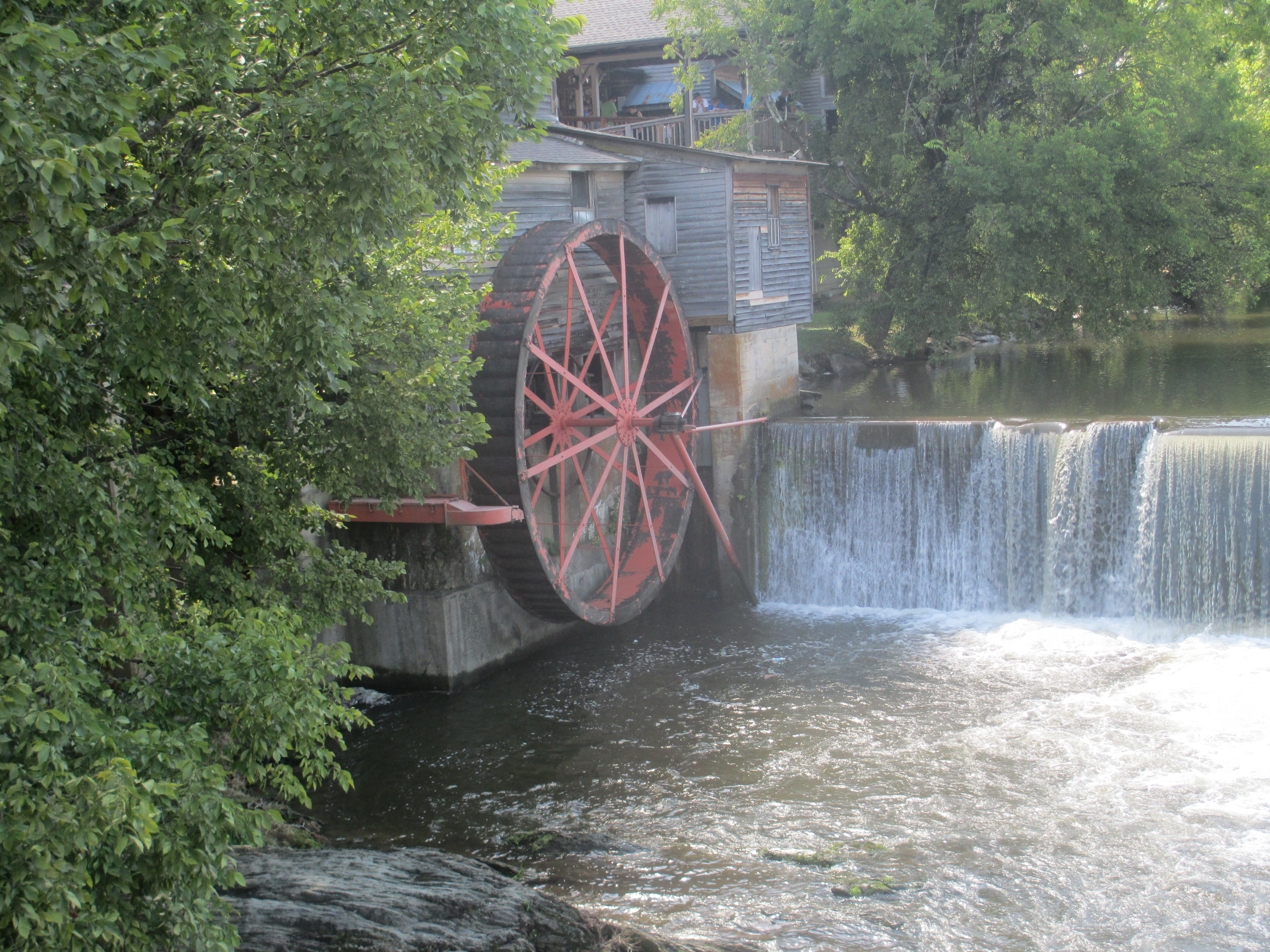
Historische Wassermühle

## Demografische Daten
Im Jahr 2013 wurde eine Einwohnerzahl von 6036 Personen ermittelt, was eine Zunahme um 18,7 % gegenüber 2000 bedeutet. Das Durchschnittsalter lag 2013 mit 45,7 Jahren oberhalb des Wertes von Tennessee, der 38,5 Jahre betrug.